# 35977 Lexington
35977 Lexington è un asteroide della fascia principale. Scoperto nel 1999, presenta un'orbita caratterizzata da un semiasse maggiore pari a 2,6310776 au e da un'eccentricità di 0,1766266, inclinata di 12,66497° rispetto all'eclittica.
L'asteroide è dedicato all'omonima località statunitense in Massachusetts.